# Alejandro Vanoli
Alejandro Vanoli Long Biocca  (Buenos Aires, 10 de abril de 1961) es un economista argentino. Fue presidente del Banco Central de la República Argentina desde el 1 de octubre de 2014 hasta el 9 de diciembre de 2015 y Director Ejecutivo de la Administración Nacional de la Seguridad Social a partir del 10 de diciembre de 2019 hasta el 30 de abril de 2020.  Es Director de Synthesis desde octubre de 2020, cargo que también desempeñó entre abril de 2018 y el 10 de diciembre de 2019.

## Biografía

### Comienzos y Actividad Docente
Estudió en la Facultad de Ciencias Económicas de la Universidad de Buenos Aires (UBA), de la que egresó en 1987 con el título de licenciado en Economía. Forma parte del Grupo Fénix. Al año siguiente ingresó por concurso al BCRA. Durante 27 años ocupó posiciones técnicas y ejecutivas en la Comisión Nacional de Valores (CNV), el BCRA y el Ministerio de Economía, y trató temas como la negociación de la deuda pública, el desarrollo del sistema financiero y el mercado de capitales.
Se desempeñó como profesor titular en las cátedras de Finanzas Internacionales I y II y como profesor asociado en Economía Internacional en la UBA desde 1997 hasta 2014. Desde 2003 es Profesor de Finanzas Internacionales de la Maestría en Relaciones Internacionales (Facultad de Derecho de la UBA). También ha sido profesor de la Universidad Nacional de Tucumán (desde 2004), Universidad Nacional de Quilmes, Universidad Austral y profesor visitante de la Universidad Nacional Autónoma de México (2004).
Entre 1988 y 1992 fue analista senior de la Gerencia de Deuda Externa del Banco Central de la República Argentina. Desde 1992 hasta 2000, trabajó en el Ministerio de Economía como coordinador en áreas relacionadas con crédito público. Entre 2002 y 2005, nuevamente en el BCRA, ocupó el cargo de Asesor del Directorio de la entidad.

### Comisión Nacional de Valores (2009-2014)
De 2005 a 2009 fue vicepresidente de la Comisión Nacional de Valores de Argentina; el 19 de noviembre de 2009 ocupó la presidencia del organismo en reemplazo de Eduardo Hecker.
Durante su gestión se impulsó la aprobación de la ley 26.831 de Mercado de Capitales que fue aprobada por amplia mayoría en el Congreso de la Nación (183 votos a 24 en la Cámara de Diputados). Dicha ley aumentó los poderes de fiscalización de la Comisión Nacional de Valores e impulsó la interconexión y desmutualización de los mercados con un criterio federal para ampliar la operatoria. Además, el 12 de junio de 2014, la Organización Internacional de Comisiones de Valores aceptó que la CNV de Argentina suscriba el Memorándum Multilateral de Intercambio de Información a raíz de haber alcanzado altos estándares de regulación y supervisión a partir de la sanción de la nueva ley.

### Banco Central de la República Argentina (2014-2015)
El 1 de octubre de 2014 fue nombrado presidente del Banco Central de la República Argentina a propuesta de la presidenta de la Nación Argentina, Cristina Fernández de Kirchner, con posterior acuerdo del Senado de la Nación.
Algunas de las principales medidas que se llevaron adelante fueron:
- Se fijó un piso para las tasas de interés de los depósitos a plazo fijo que las entidades financieras ofrecen a los ahorristas para incentivar el ahorro en pesos.[12] Entre otros efectos, esa medida encareció entre 200 y 350 puntos básicos las tasa de interés para los préstamos a empresas que no estaban reguladas.[13]

- Se activó el swap con la República Popular China por 500 millones de yuanes como parte del acuerdo de intercambio de monedas que fuera firmado en julio de 2014 durante la gestión de su antecesor Juan Carlos Fábrega.[14]

- Se afianzó la política de administración del tipo de cambio, descartándose cualquier movimiento abrupto en materia cambiaria, de modo de estabilizar las expectativas. [cita requerida] En octubre de 2015, a tres meses de finalizar su gestión, las expectativas de devaluación eran de alrededor de 30%.[15]

- Se profundizó el alcance y la magnitud de la línea de crédito para la inversión productiva que permitió desembolsar más de 137 mil millones de pesos. Para ello se estableció que las entidades financieras deben destinar el 7,5 % de sus depósitos a este tipo de financiamiento y orientar el crédito hacia el sector productivo, especialmente a las micro, pequeñas y medianas empresas.[16]

- Se lanzó el Plan Nacional de Bancarización Inclusiva que contempla políticas orientadas a extender la prestación de servicios financieros a sectores que no estaban incluidos. Como parte de este plan, entre otras acciones, se favoreció la apertura de sucursales bancarias y de cajeros automáticos en zonas con menor densidad de población y bajo nivel de prestación de servicios financieros. También se estableció la gratuidad de las transferencias de fondos que se cursen por ventanilla o por medios electrónicos, hasta $ 50.000 diarios.[17]

- Se adoptaron medidas para profundizar la protección de los usuarios de servicios financieros, de modo que estos puedan conocer mejor sus derechos y cuenten con herramientas para evitar abusos.[18]

- Se encaró una política de educación financiera que incluyó acciones con colegios y capacitación docente[19] en el marco de un convenio firmado con el Ministerio de Educación.

- Se creó un área especial de Promoción de los Derechos Humanos que, entre otras acciones, procedió a desclasificar y publicar actas secretas de las reuniones del Directorio del BCRA durante la última dictadura militar.[20]

- Se adoptaron decisiones en materia de cobertura de liquidez y de integración de capital para las entidades financieras.[cita requerida]

- Se establecieron nuevas condiciones para la suscripción de Lebac en dólares, con la finalidad de que los clientes bancarios puedan acceder a un mejor rendimiento.[cita requerida]

- Con el objetivo de fortalecer el sistema financiero y adaptar la regulación argentina a los criterios internacionales en el marco de los principios de Basilea y de los compromisos del G20, el BCRA resolvió readecuar el régimen sobre capitales mínimos y distribución de resultados.[cita requerida]

- Se aprobó un marco regulatorio para la operatoria de transporte de valores, que contempla un régimen de supervisión y control.[21]

- Se profundizaron las políticas y los cursos de acción en materia de supervisión y control de las entidades financieras y cambiarias. En ese contexto, se ampliaron los operativos en el marco del cumplimiento de la legislación Penal Cambiaria y de las normas anti-lavado, con resultados favorables. Por separado, se resolvió instrumentar la difusión, en la página www.bcra.gob.ar (enlace roto disponible en Internet Archive; véase el historial, la primera versión y la última)., de la conclusión de los procesos sumariales que se sustancian a entidades financieras y a sus directivos.[22]

Durante el primer año de su gestión se produjo un aumento de los depósitos a plazo fijo del orden del 40% anual y un aumento del volumen de crédito del 30% anual lo que, junto a una política de flotación administrada del tipo de cambio, contribuyó a provocar una caída de la inflación en 12 puntos porcentual y una recuperación del nivel de actividad económica. Durante la gestión de Vanoli cayó fuertemente el dólar en el mercado ilegal y el dólar contado con liquidación tanto por los estímulos al ahorro en moneda nacional como a la mayor supervisión sobre el mercado de cambios.
Si bien su mandato vencía en diciembre de 2019, Vanoli presentó la renuncia a su cargo el 9 de diciembre de 2015, horas antes de la asunción de Mauricio Macri como presidente de la Nación Argentina. En su carta de renuncia motivada Vanoli alertó sobre los efectos inflacionarios y recesivos que generaría la eliminación abrupta de las regulaciones prudenciales a los capitales especulativos. Vanoli había diseñado una estrategia para eliminar ciertas regulaciones en forma gradual, mientras se incrementaban las reservas, para eliminar la brecha cambiaria en 180 días, sin generar una gran devaluación, como ocurrió en el gobierno de Macri, estrategia que se hubiera aplicado si Daniel Scioli hubiese ganado las elecciones presidenciales de 2015.
En mayo de 2017, Vanoli publicó el libro Patria o Dólar, donde reflexiona sobre su gestión, el gobierno kirchnerista en general, que estrategia cambiaria hubiera seguido de continuar en el Banco Central para flexibilizar gradualmente las restricciones cambiarias y evitar la megadevaluación que provocó la liberalización cambiaria total que introdujo el gobierno de Macri el 17 de diciembre de 2015, a 9 días de la renuncia de Vanoli  y la economía del gobierno de Mauricio Macri. En el libro Vanoli vaticinó que la política de liberalización financiera iba a generar una crisis financiera y cambiaria como ocurrió con la política de Martínez de Hoz y en los años 90.  Tras el final del gobierno de Cambiemos, Vanoli criticó la inflación acumulada del 2019 del 53,8% -la más alta en 28 años-, y responsabilizó al expresidente Macri por el hecho, afirmando que fue “resultado del pésimo manejo de la cuestión monetaria y cambiaria durante la gestión de Macri, junto a otras inconsistencias".

### Director de la ANSES (2019-2020)
El 10 de diciembre de 2019 asumió como Director Ejecutivo de la Administración Nacional de la Seguridad Social (Ansés), nombrado por el presidente Alberto Fernández. Como parte la Ley de Emergencia Económica y Reactivación Productiva se suspendió la ley de movilidad jubilatoria vigente y se dispusieron dos pagos fijos de 5000 pesos así como uno de 2000 pesos para titulares de AUH. Así el aumento para las pensiones y jubilaciones mínimas en el primer trimestre de 2020 llegó al 18,8%, cifra que superó en 10 puntos porcentuales la inflación del trimestre.  .
La jubilación mínima y la AUH aumentaron 13% en el primer trimestre de 2020 mientras que la inflación en dicho período fue 7,8%. El 91% de los beneficios previsionales fue superior al aumento de los precios. Con respecto a los Créditos Argenta, destinados a jubilados, pensionados y titulares de AUH, debido al grave problema de sobreendeudamiento de los jubilados a diciembre de 2019 Vanoli  determinó una fuerte reducción de las tasas de interés y una postergación de los pagos de las cuotas de diciembre de 2019, enero y febrero de 2020. Estas medidas provocaron un gran aumento la cantidad de créditos Argenta tomados que llegaron a 4000 por día en febrero. Posteriormente Vanoli postergó el pago de cuotas de los jubilados de marzo, abril y mayo de 2020 para mejorar la recomposición de los haberes jubilatorios.
En marzo de 2020 llegó a un acuerdo con las empresas tecnológicas para conectar las billeteras virtuales que existen actualmente en el mercado con la Ansés para el pago de beneficios sociales. En el momento existen 6,5 millones de cuentas virtuales (CVU) que permiten realizar diversas actividades comerciales y financieras sin necesidad de estar bancarizado ni contar con una tarjeta física.
A mediados de marzo de 2020 se dicta la cuarentena obligatoria por la epidemia de enfermedad por coronavirus el país, por lo que el gobierno lanza diversas medidas económicas que se implementan a través de la Anses. A fines de marzo el Gobierno anunció el Ingreso Familiar de Emergencia (IFE), una ayuda de 10 mil pesos a trabajadores en negro y monotributistas que se implementaría a través de la Anses.  El 3 de abril se produjeron críticas a Anses y al Banco Central por las largas colas que se produjeron en los bancos cuando los jubilados que no tenían tarjeta de débito o no contaban con clave bancaria fueron a cobrar sus haberes. " /> Ese día el Banco Central había acordado con la Asociación Bancaria un protocolo de atención al público donde solo dos personas pudieran estar en el interior de los bancos, lo que motivó largas colas. Como se menciona en Causas Judiciales mas adelante el juez Casanello y lo ratificó la Cámra Penal determinó que Anses había actuado en forma correcta.  
El IFE El Ingreso familiar de emergencia (IFE) fue una prestación monetaria de carácter excepcional destinada a compensar la pérdida o grave disminución de ingresos de personas afectadas por la situación de emergencia sanitaria, trabajadores autónomos inscriptos en el régimen de Monotributo (categoría A y B), Monotributistas sociales, Trabajadores de casas particulares y Trabajadores informales. El beneficio consistía en el cobro durante los meses de Abril y Mayo de $10.000 para personas entre 18 a 65 años que no perciban pensiones ni subsidios de ningún tipo y que no tengan otro ingreso. El beneficio lo cobrará un solo integrante del grupo familiar y es compatible con el cobro de la Asignación Universal por Hijo y por Embarazo. Se tendrían en cuenta determinados parámetros socioeconómicos y patrimoniales para determinar la real necesidad de cobro del beneficio.
El 13 de abril de 2020 Vanoli anunció que se le había concedido el IFE a 7,8 millones de personas.
El 22 de abril Vanoli anuncia una nueva modalidad de atención, el aplicativo de atención virtual para que los jubilados, pensionados y los beneficiarios de la seguridad social puedan hacer sus trámites a distancia, dado que las oficinas de Anses estaban cerradas por el aislamiento obligatorio.
El 30 de abril de 2020 el Jefe de Gabinete, Santiago Cafiero, le pidió su renuncia aduciendo la necesidad de contar con una gestión "más dinámica y cercana a las necesidades de la gente". Ese mismo día Vanoli presentó su renuncia y asumió como Directora Ejecutiva de Anses Fernanda Raverta hasta entonces Ministra de Desarrollo Social de la Provincia de Buenos Aires 
Su carta de renuncia se justificó afirmando que "Los tiempos políticos y las circunstancias imponen, y mucho más en circunstancias complejas, cambios de posiciones en el equipo de colaboradores para lograr los mejores resultados en cada momento,  sostengo en los hechos un principio liminar que iluminará seguramente el éxito en su gestión. Primero la Patria, luego el Movimiento y después los hombres", dijo Vanoli, citando un lema peronista. Afirmó haber asumido la tarea ante el organismo en una Argentina "que venía de dos años de una profunda recesión y elevada inflación, de severo retroceso en las prestaciones de Anses, fuerte déficit previsional y significativa pérdida de valor del Fondo de Garantía de Sustentabilidad".
Luego señaló que cuando la Argentina daba signos de una lenta salida de la crisis, la pandemia global ocasionó una gran conmoción en la economía mundial y por ende a nivel local. "En ese marco y con las severas restricciones que la pandemia produjo en el normal desempeño de la actividad económica y el propio funcionamiento administrativo, se potenció la necesidad de contar con una seguridad social fortalecida para paliar los efectos económicos de la crisis y un Anses que desplegará una inusitada capacidad de acción con dotación restringida, crecientes prestaciones y una nueva modalidad de atención virtual que se desplegó en tres meses contrarreloj para atender múltiples necesidades para atender con las oficinas cerradas", indicó.
Además señaló que en ese contexto fue posible instrumentar "aumentos jubilatorios y de la AUH muy superiores a la tasa de inflación en el primer trimestre para el 90% de los jubilados".
"Se instrumentó un ingreso familiar de emergencia para dar una respuesta a los sectores vulnerables estructurales, empresas y sectores profesionales en crisis y a sectores informales, unos 5 millones de argentinos a los que el Estado nunca había llegado y que están cobrando el IFE. A través de operativos se dio asistencia en barrios carenciados con el apoyo de curas villeros y se llegó como nunca a pueblos originarios, además de pagar prestaciones provinciales y la tarjeta alimentaria a través de la AUH", señaló.
"Hoy hay una ANSES que en mayo prestará servicios de pago a más de 20 millones de argentinos, con las prestaciones habituales y además del IFE a través de la ATP para compensar sueldos y el Bono Salud", agregó Vanoli.
"Como me comprometí ante Ud. [presidente Alberto Fernández] inicié el proceso de recuperación del FGS. Luego de fuertes pérdidas previas a diciembre de 2019, el FGS tuvo un rendimiento positivo de 19% de diciembre de 2019 al 23 de abril del corriente, aun en un contexto de fuertes caídas en los mercados mundiales, recuperación de valor que se potenciará cuando culmine el proceso de restructuración de la deuda por la valorización de Bonos Par y Descuento comprados a valores muy bajos en estos meses por Anses en el mercado secundario. Todo ello fue posible como un logro colectivo del Gobierno y de los trabajadores de Anses que cuentan todos ellos con toda mi estima y respeto"

## Contribuciones en medios
Alejandro Vanoli ha efectuado diversas contribuciones en medios del país. Desde principios de 2021 sostiene la necesidad de un plan antiinflacionario con elementos ortodoxos y heterodoxos en el marco de un plan económico integral de coyuntura y desarrollo.  En particular se detaca su nota en El Cronista "5 requisitos para bajar la inflación en serio" de junio de 2021. Ese enfoque se profundiza en una nota de Infobae "Crecimiento, pobreza e inflación" de octubre de 2021 donde alerta sobre los riesgos de aceleración de la inflación que se verificó luego en Argentina en 2022. Posteriormente en julio de 2022 escribió sobre la necesidad de un plan económico integral con compromisos parlamentarios de mediano plazo

## Causas judiciales

### Causa dólar futuro
El 30 de octubre de 2015 legisladores de Cambiemos denunciaron penalmente a Alejandro Vanoli, y al ministro Axel Kicillof por considerar que el Banco Central había realizado durante ese mes venta de dólares a futuro violando el artículo 18° de su Carta Orgánica, Ley 24144, y la causa quedó radicada en el juzgado penal federal a cargo de Claudio Bonadío. siendo sobreseído de forma unánime en 2019 tras los peritajes que determinaron que se habia ajustado al artículo 18° de su Carta Orgánica, de Ley 24144 que regula el B.C.R.A.
Alejandro Vanoli dijo en su defensa que los contratos de dólar futuro buscaban enviar señales “claras y contundentes” de que no se planteaba convalidar expectativas de devaluación y afirmó que las ventas se concretaron a precio de mercado y conforme las previsiones fijadas en el presupuesto para 2016 aprobada por el Congreso. También sostuvo que ni el valor de la moneda estadounidense denominado “blue”, que era ilegal, ni el establecido en el mercado no regulado de Nueva York, eran parámetros a tomar en cuenta para la determinación del valor de mercado al momento de las operaciones. La ley de presupuesto 27198 preveía un tipo de cambio nominal de $/USD 10,60 para 2016, si se hubieran ofrecido futuros de dólar a precios distintos a los fijados por la ley de presupuesto, se habría incumplido con dicha ley.
Meses después el fiscal Jorge Di Lello presentó una denuncia penal contra Claudio Bonadío y Federico Sturzenegger por la presunta comisión de los delitos de “defraudación por administración infiel en perjuicio de la administración pública”, “abuso de autoridad y violación a los deberes de funcionario público”; “prevaricato por parte del juez” y “tentativa de estafa procesal y de privación ilegal de la libertad”. Según la denuncia, el gobierno de Cambiemos llevó a una situación de quebranto al Banco Central al devaluar la moneda y obligar a pagar mayor dinero por las operaciones de venta de dólares a futuro. Bonadío y Sturzenegger quedaron técnicamente imputados en la denuncia en la que también se presentó como querellante la expresidenta Cristina Fernández.
Según un informe de peritos de la Corte Suprema de Justicia "la operatoria de dólar futuro no generó perjuicio para el Estado y que la operatoria era un instrumento idóneo para ser utilizado por el Banco Central como herramienta de control para la estabilidad monetaria y cambiaria del país. La Cámara Federal de Casación Penal dictó el sobreseimiento definitivo de todos los acusados por esta causa el 13 de abril de 2021. El tribunal sostuvo en la sentencia que "De las conclusiones del peritaje contable reseñadas en los párrafos precedentes se desprende que la operatoria denunciada no habría transgredido lo dispuesto por el art. 18, inc. A de la Carta Orgánica del BCRA, sino que se habría desarrollado en el marco legalmente previsto a tales fines. De esta manera, no se advierte cómo podrían atribuirse normativamente los resultados de dicha operatoria al tipo objetivo en el que se subsumieron las conductas de las personas requeridas a juicio cuando no hubo extralimitación en el ejercicio de las atribuciones legalmente conferidas al BCRA".

### Causa abuso de autoridad en Papel Prensa
Fue acusado por el Grupo Clarín de un presunto accionar arbitrario siendo sobreseído en todas las instancias entre ellas la cámara primera instancia y Cámara por inexistencia de delito, el 13 de octubre de 2022 el juez Martínez de Giorgi dictó el sobreseimiento y extinguida la acción penal.

## Publicaciones
- Patria o Dólar (2017) Editorial Colihue
- La globalización financiera,[64] (2002) Fondo de Cultura Económica  coautor junto a Benjamín Hopenhayn

También ha publicado diversos estudios en revistas económicas. Ha sido autor de libros y publicaciones en revistas científicas en Argentina y en el exterior, sobre temas financieros, negociación de la deuda y de economía internacional.